# 格略姆德霍爾滕冰原島峰
72°7′S 12°11′E / 72.117°S 12.183°E
格略姆德霍爾滕冰原島峰，是南極洲的冰原島峰，位於毛德皇后地中阿斯特里德公主海岸的霍爾特里塞特穹西面，處於魏普雷希特山脈以西，挪威製圖師根據該國探險隊的測量和空中照片繪入地圖，現時由南極條約體系管理。